# Stepanos II (ormiański patriarcha Konstantynopola w XVII wieku)
Stepanos II (ur. ?, zm. ?) – w latach 1670–1674 30. ormiański Patriarcha Konstantynopola.